# Kungliga Konsthögskolan
Kungliga Konsthögskolan (KKH), oftast skrivet Kungl. Konsthögskolan, "Mejan", är en svensk statlig högskola med lokaler på Flaggmansvägen 1 på Skeppsholmen i Stockholm. Här återfinns även studentgalleri Galleri Mejan på Exercisplan 3, mitt emot huvudentrén till Moderna Museet. Kungliga Konsthögskolan avskildes 1978 från Kungliga Akademien för de fria konsterna, Konstakademien, som sedan 1780 haft sina egna lokaler i Konstakademiens hus på Fredsgatan 12 i Stockholm, för att bli en fristående högskola. Men först 1995 hade all undervisning flyttats till Kungliga Konsthögskolan på Skeppsholmen. Fram till 1978 var Konstakademien också huvudman för Kungliga Konsthögskolan.

## Historik
Kungliga Konsthögskolan har sitt ursprung i den av Gustav III grundade Kungliga Akademien för de fria konsterna (Konstakademien).

## Skola för slottsdekoratörer
I samband med bygget av Stockholms slott startades 1735 en skola för slottsdekoratörer. Efter fransk förebild skulle konstnären få en mer teoretisk utbildning än hantverkaren. Till Akademiens grundare räknas Carl Gustaf Tessin och arkitekten Carl Hårleman.

## Arkitekturskolan KKH
År 1773 tillkom Akademiens byggnadsskola med fullständig arkitektutbildning. Efter Kungliga Tekniska högskolans tillkomst 1876 flyttades utbildningen av arkitekter till arkitekturskolans institution vid Kungliga Tekniska högskolan. Skolan var en utveckling av den tidigare arkitekturutbildningen under Konstakademien i Stockholm. Man kan på så sätt säga att utbildningen vid KTH tillsammans med vidareutbildningen vid Arkitekturskolan KKH (Arkitekturskolan vid Kungliga Konsthögskolan), är den äldsta arkitekturutbildningen i Sverige. Idag erbjuder Konsthögskolan en påbyggnadsutbildning med inriktning på arkitektur, arkitekturhistoria och restaureringskonst. Arkitekturskolan KKH är en ettårig svensk vidareutbildning för arkitekter vid Kungliga Konsthögskolan i Stockholm, även kallad Mejan. 

## Galleri Mejan
År 1780 flyttade Akademien in i egna lokaler vid Fredsgatan 12. Huset var en gåva från styckgjutaren Gerhard Meyer och det är från honom skolans smeknamn Mejan härrör. Separatutställningar av avgångsstudenter i fri konst visas under merparten av året på Galleri Mejan. Även andra aktiviteter kan förekomma. Att bygga och installera en separatutställning är en viktig del i varje examenstudents undervisning. Ungefär en vecka efter vernissagen har varje separatutställning en kritisk genomgång i seminarieform. Seminarieformen handleds av den utställande studentens professor. 
I slutet av varje läsår ställer alla studenter ut tillsammans i Konstakademiens lokaler. Utställningen är i regel sammanställd av två av skolans professorer och intendenten, som har den generiska titeln Avgångsutställning.

## Nybyggda lokaler
År 1995 flyttade Kungliga Konsthögskolan till nya verkstäder och ateljéer på Skeppsholmen, men redan 1953 flyttade Konsthögskolans skulpturavdelning till Båtsmanskasernen, när deras lokaler i Sergelhuset i centrala Stockholm skulle rivas för att ge plats åt det nya Hötorgscity. Anläggningen på Skeppsholmen består av två delar, "Tillbyggnaden" som innehåller verkstäder och elevateljéer samt "Mellanrummet" som förbinder den ursprungliga byggnaden (Kasern III) med "Tillbyggnaden". Tillbyggnaden och Mellanbyggnaden uppfördes 1993 till 1995 efter ritningar av Gösta Edberg arkitektkontor. Som inredningsarkitekt anlitades Nyréns arkitektkontor, uppdragsgivare och byggherre var Statens fastighetsverk.
Lejonet och svinet utanför entrén är avgjutningar av de skulpturer som står i farstutrappan till Konstakademiens hus på Fredsgatan. Originalgjutformarna i gips infördes av Nicodemus Tessin d.y. från Italien i slutet av 1600-talet. Se även: Slottslejonen och Medici-lejonen.
Den 21-22 september 2016 härjades Båtsmanskasernen av en kraftig brand.. Efter saneringen av fastigheten tog Statens Konstråd över lokalerna under 2022.

## Rektorer
- Sven Ljungberg 1978–1981[6]
- Georg Suttner 1981–1987
- Olle Kåks 1987–1999
- Marie-Louise Ekman 1999–2008
- Måns Wrange 2008–juni 2014
- Marta Kuzma juli 2014–2016[7][8]
- Peter Geschwind tillförordnad 2016–2017
- Sara Arrhenius, våren 2017–december 2022
- Sanne Kofod Olsen (utsedd), våren 2023– [9]

## Bilder

Exteriör
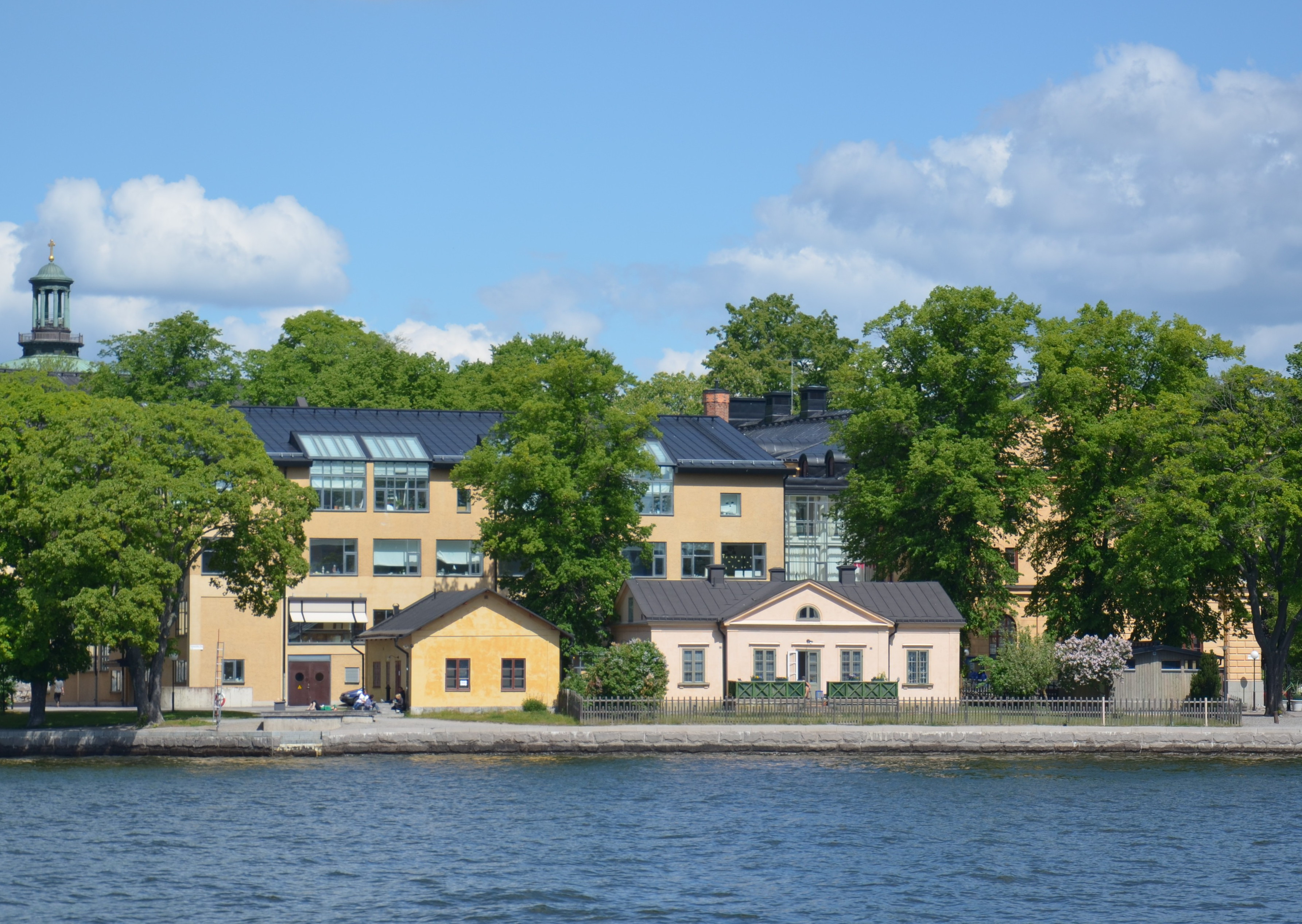
Byggnaden sedd från Strömmen.
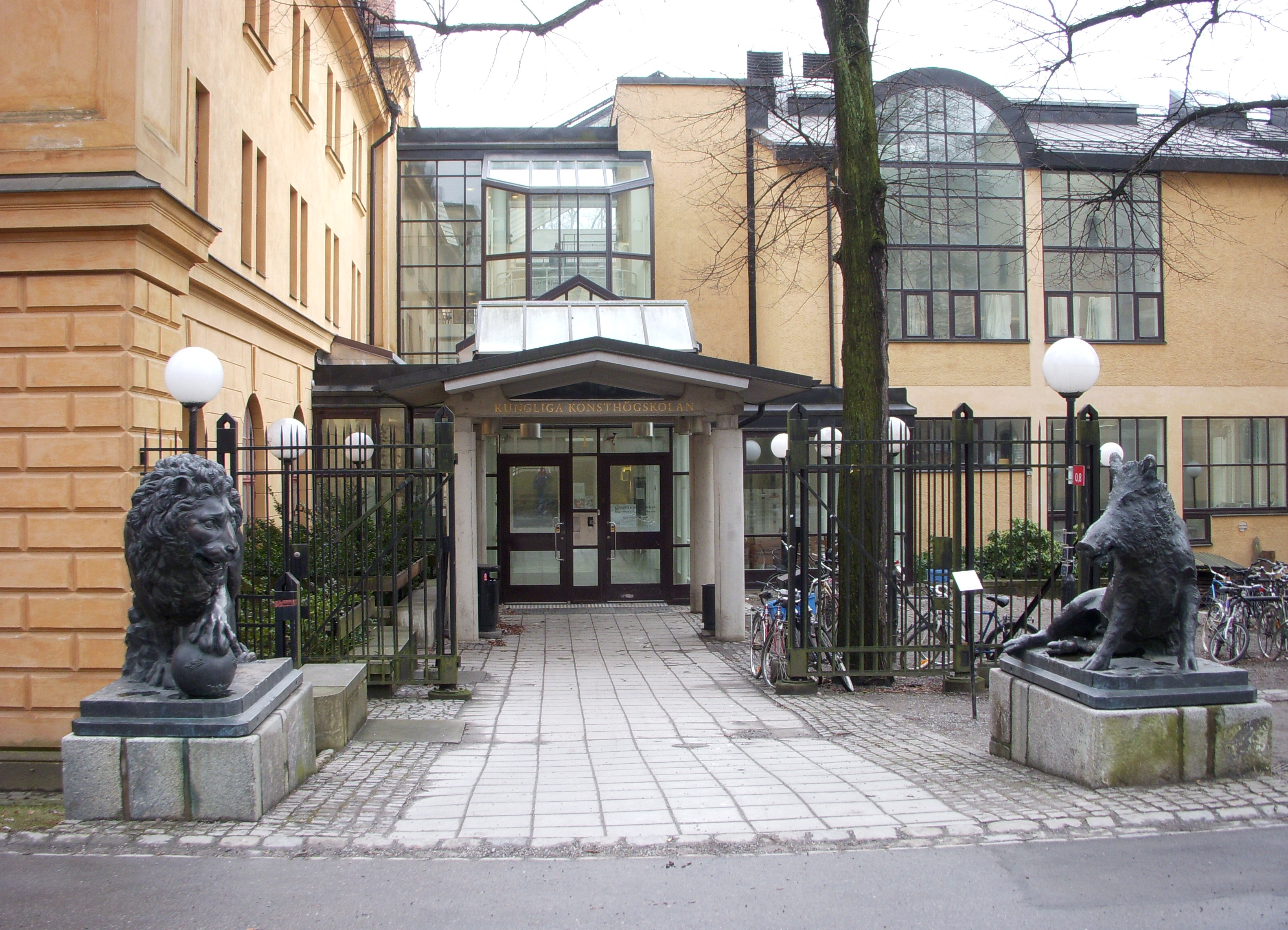
Lejonet och svinet utanför huvudentrén.
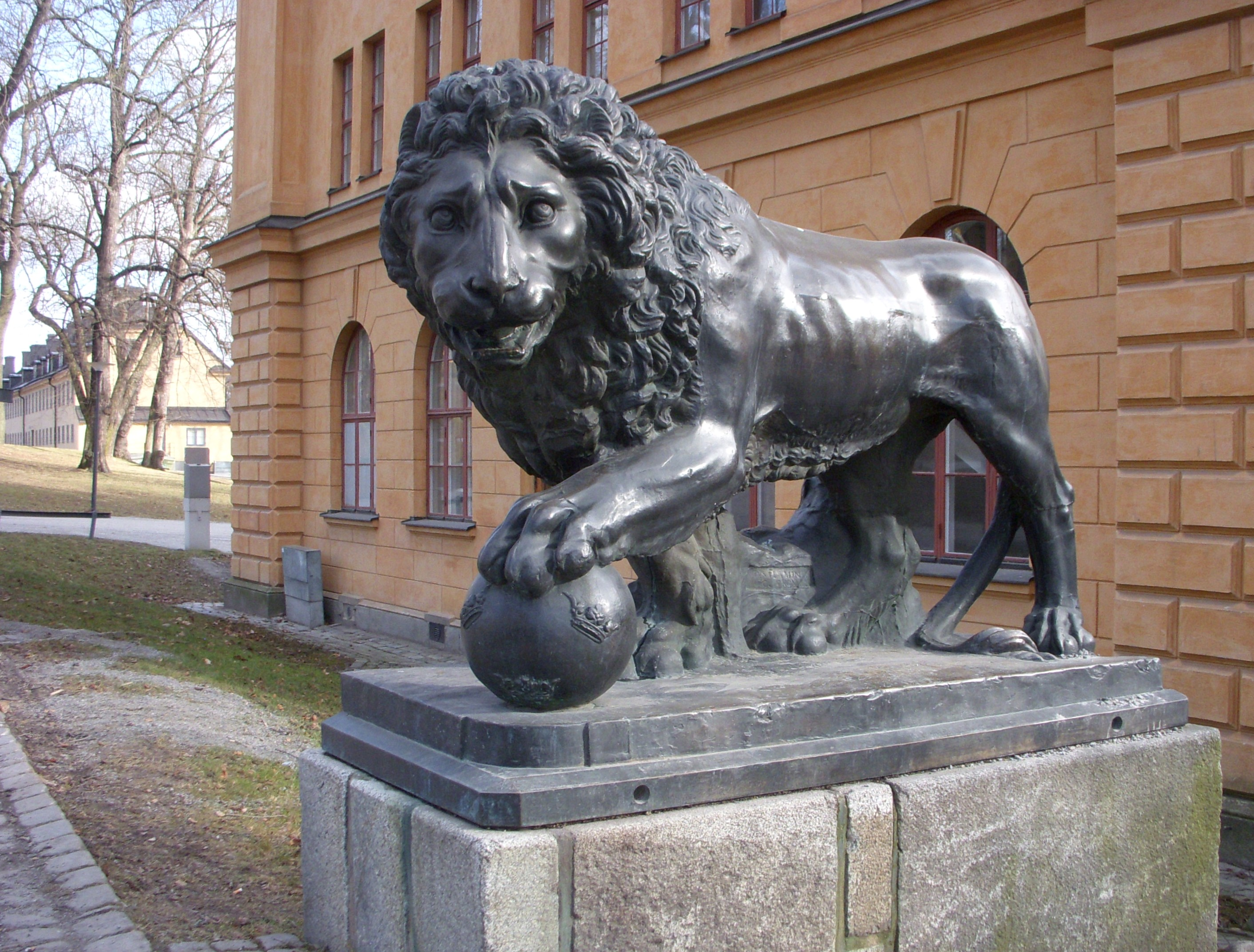
Lejonet.
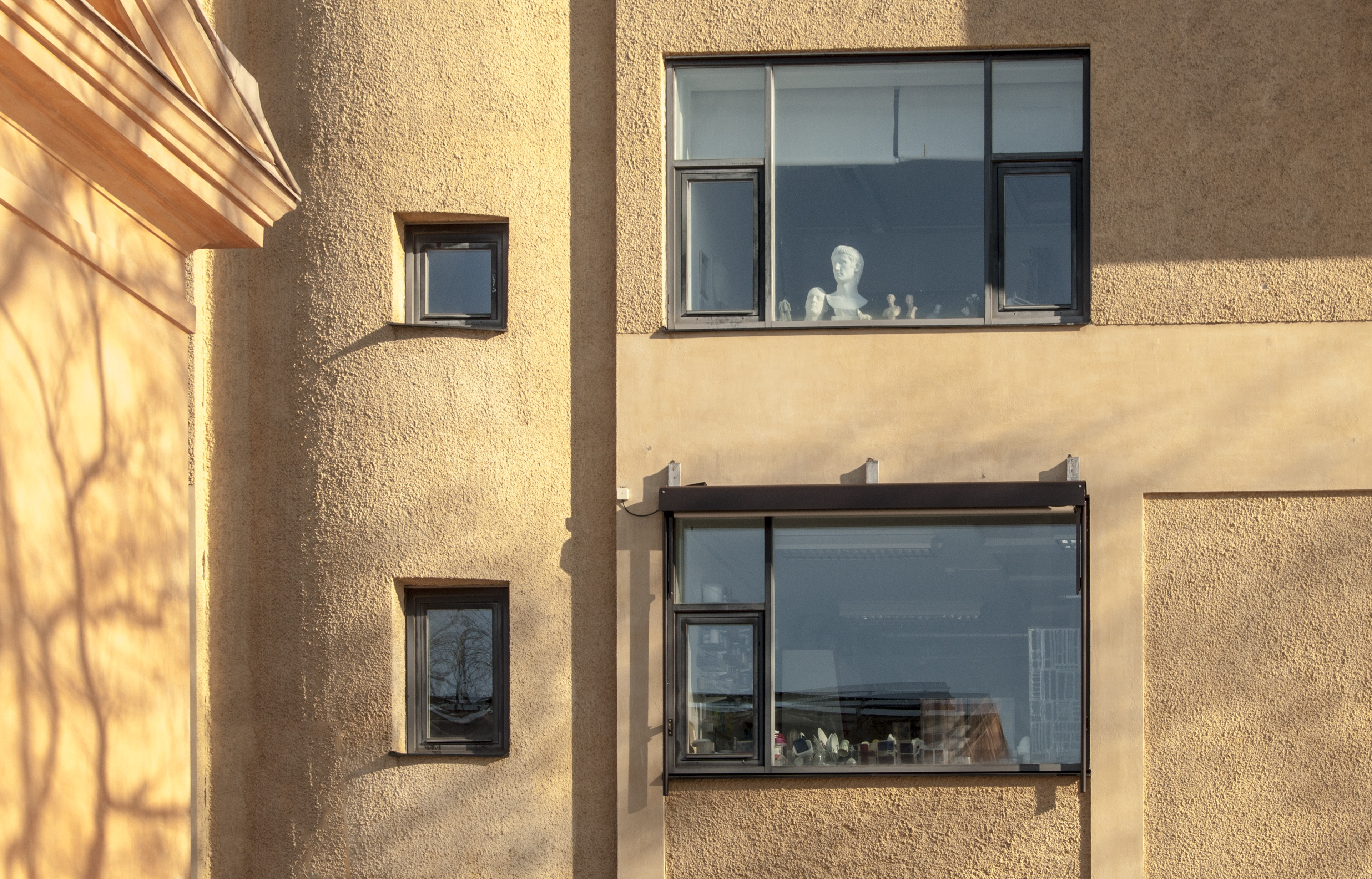
Fasaddetalj.

Interiör
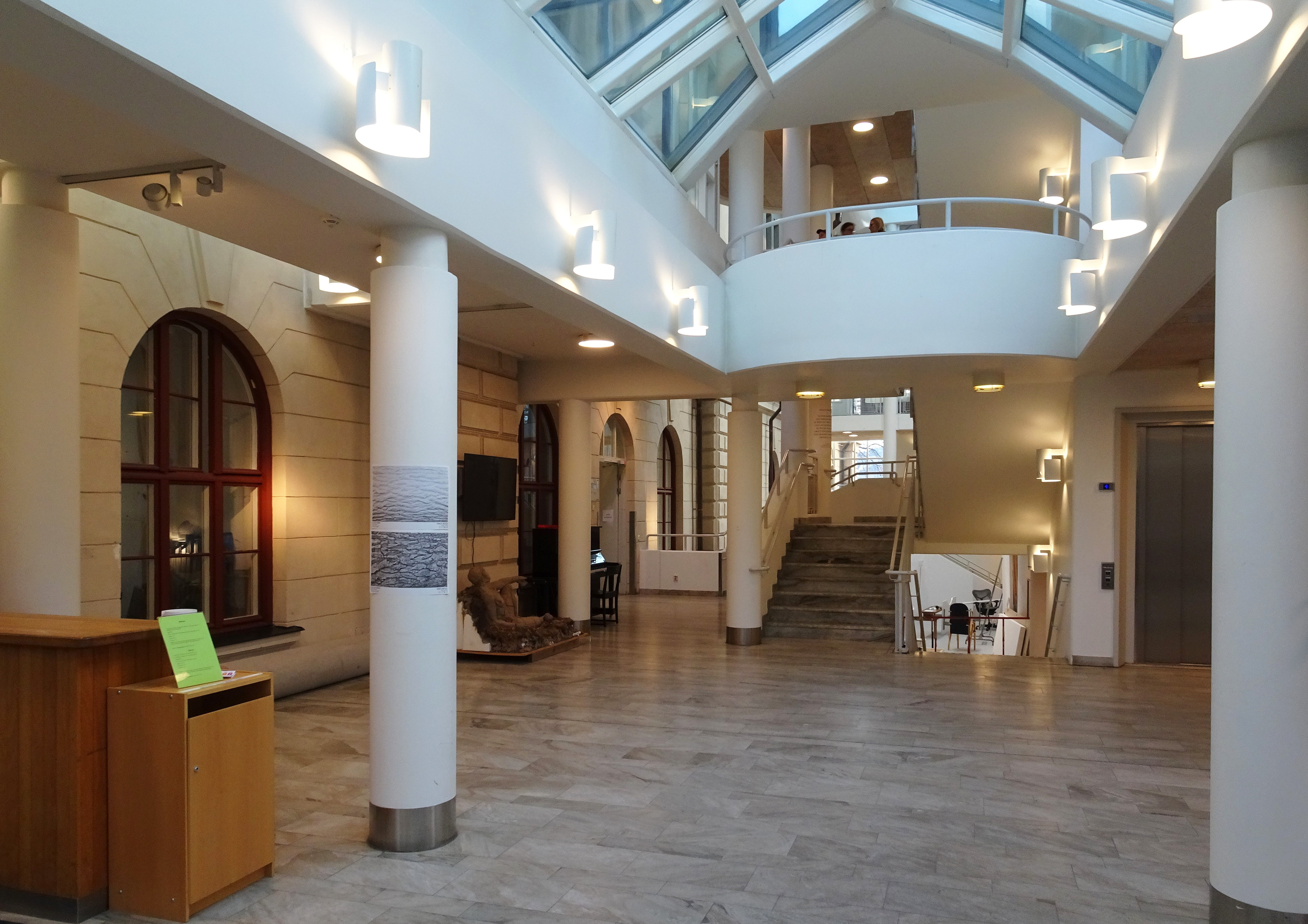
Entréhallen.
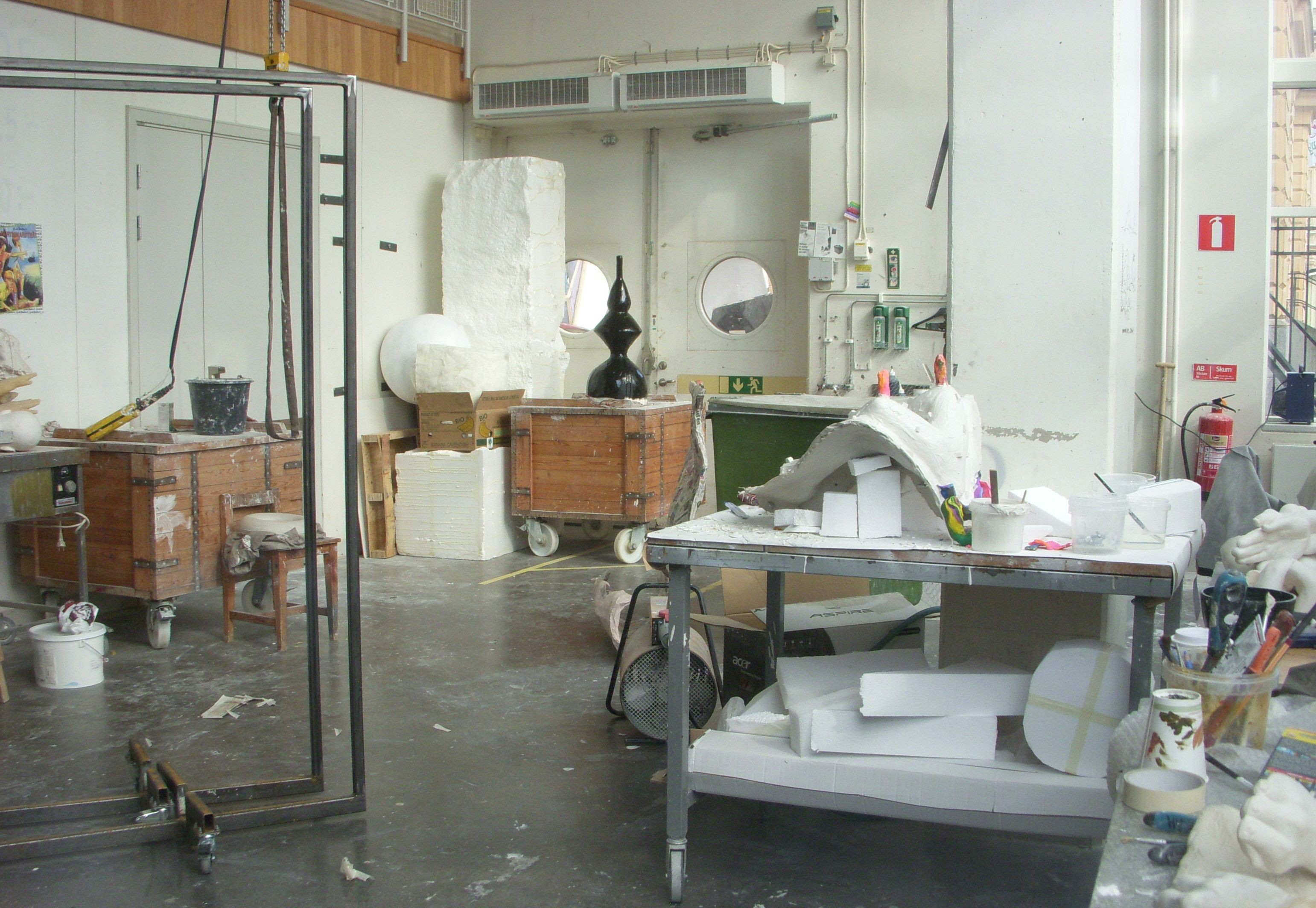
I verkstaden.
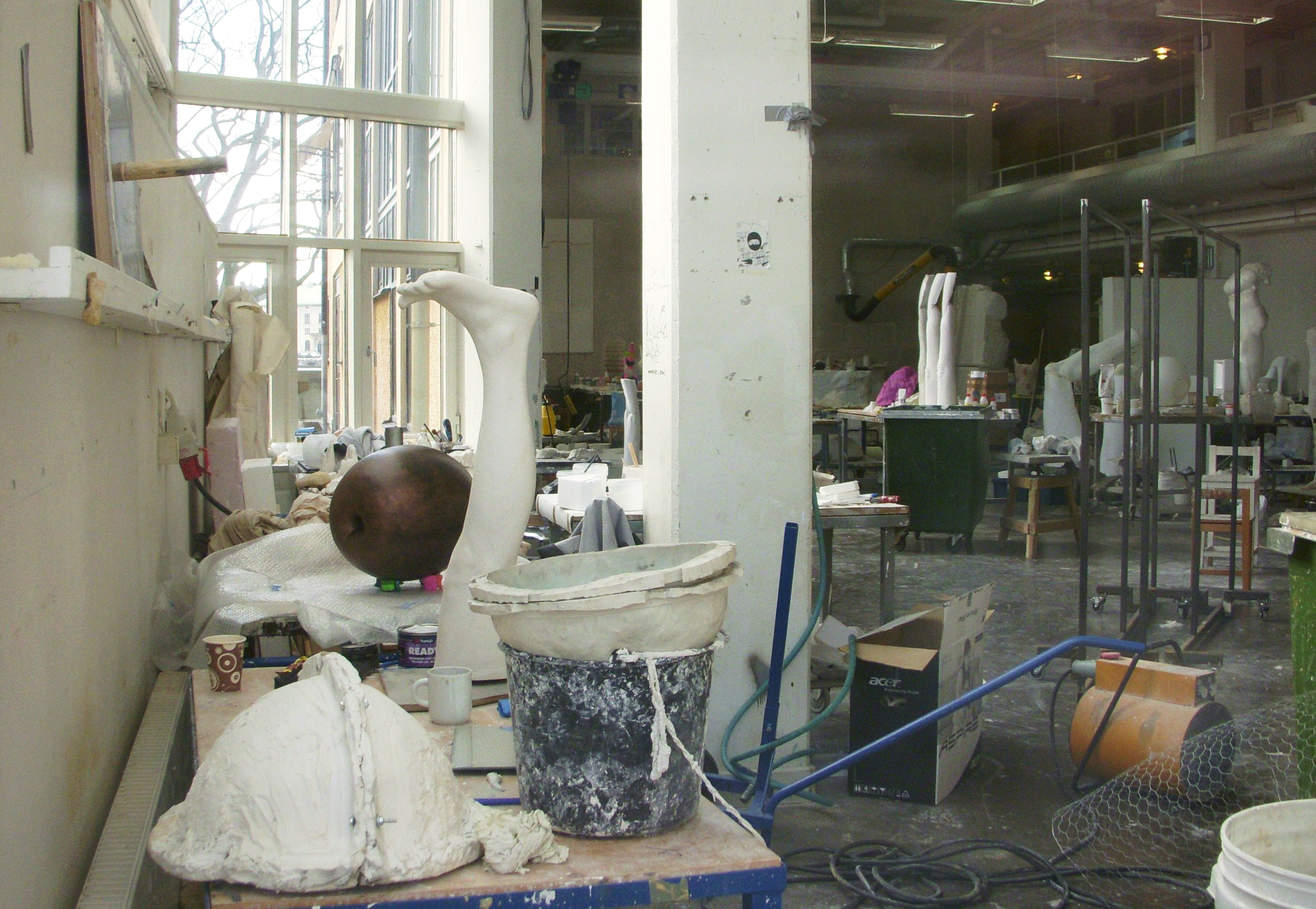
I verkstaden.
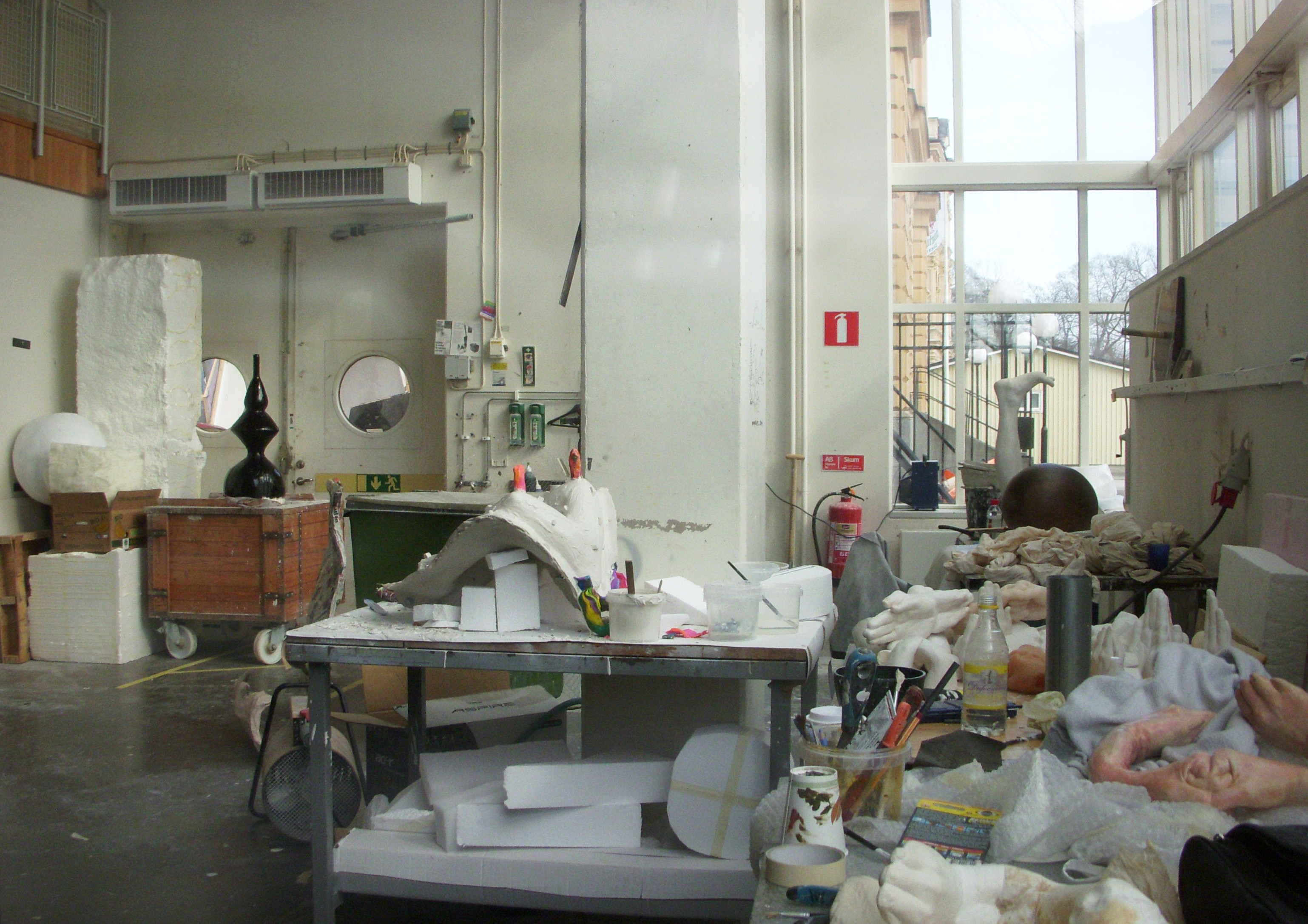
I verkstaden.